# استاوانگر
استاوانگرنروژی: [stɑˈvɑ̀ŋ:ər]  ( گوش دهید)) (به نروژی: Stavanger) نام شهری در نروژ است. این شهر چهارمین شهر بزرگ و سومین منطقه بزرگ شهری در نروژ (در صورت هم افزایی با شهر مجاور ساندنِس) و مرکز اداری استان روگالاند است. این شهرداری چهارمین شهر پرجمعیت نروژ است. شهر استاوانگر در شبه جزیره استاوانگر در جنوب غربی نروژ واقع شده است. سال تأسیس رسمی این شهر ۱۱۲۵ میلاد ی، همزمان با تکمیل کلیسای جامع استاوانگر است. هسته اصلی استاوانگر تا حد زیادی از خانه‌های چوبی به سبک قرن ۱۸ و ۱۹ تشکیل شده است؛ که به عنوان بخشی از میراث فرهنگی شهر محافظت می‌شود. این امر باعث شده است که مرکز شهر، دارای ویژگی شهرهای کوچک با تعداد نسبتاً زیادی خانه‌های جدا از هم باشد. این وضعیت به نوبه خود باعث گسترش حومه شهر و رشد جمعیت در مناطق اطراف و دور از مرکز استاوانگر شده است.

## تغییرات مرزی
سابقهٔ استاوانگر، به عنوان یک شهر، به قرون وسطی برمی گردد. استاوانگر در سال ۱۸۳۷ هم‌زمان با رسمیت پیدا کردن قانون خودگردانی محلی، در نروژ، به عنوان یک محدودهٔ شهرداری و شهر، تأسیس شد.
این شهرداری، بین سالهای ۱۸۶۷ تا ۱۹۵۳ ضمن ادغام با مناطق و شهرهای همجوار و جزایر اطراف، بارها گسترش پیدا کرده است.
در سال ۱۹۶۵ میلادی، ۱۲۱ جزیره متعلق به محدودهٔ شهرداری استاوانگر بودند. از این تعداد ۷ جزیره، در سال ۱۹۷۸ به خاک اصلی شبه جزیرهٔ اسکاندیناوی متصل شده‌اند. بزرگ‌ترین این جزایر ۵٫۳ کیلومتر مربع مساحت دارد. با تغییرات اعمال شده، در سال ۲۰۲۰ میلادی، تعداد جزایر متعلق به محدودهٔ شهرداری استاوانگر به ۳۲۶ جزیره رسید. بزرگ‌ترین این جزایر، رِنِنسْ اُوی بود که ۴۰٫۷ کیلومتر مربع مساحت دارد.
مورد قابل توجه دیگر، بزرگ‌ترین جزیره در ریفیلکه، اُومبو است که ۵۷٫۵ کیلومتر مربع مساحت دارد و قبلاً با دو شهرداری سابق، که در تقسیمات جدید، دیگر به شکل و اسم قبلی وجود ندارند، به‌طور مشترک اداره می‌شد؛ اما از سال ۲۰۲۰ میلادی، ادارهٔ آن، به‌طور کامل به حوزهٔ شهرداری استاوانگر، منتقل شد. پس از آخرین تغییرات، استاوانگر، در بخش خشکی، از سمت جنوب، با ساندنس، در جنوب غربی با سولا و راندابرگ در غرب، دارای مرز مشترک است. دیگر مرزهای استاوانگر در سمت شمال و شمال غربی و غرب و شرق آبدره هستند. از جمله در سمت شمال غربی، آبدره بوکنافیورد، تیسور را از محدودهٔ شهرداری استاوانگر، جدا می‌کند.

## طبیعت
سنگ بستر در استاوانگر متعلق به رشته کوه کالدونین است و بخشی از آن، از  سنگهای رسوبی دگرگون شده از دورهٔ کامبرین، به خصوص با دگرگونی خفیف و لایه‌های قابل تمایز و شکننده تشکیل شده است؛ و بخش دیگر آن مربوط به دورهٔ پرکامبرین، با دگرگونی شدید بوده؛ و به خصوص از انواع مختلف گنیس و نیز گرانیت و گابرو تشکیل شده است.
تا حدودی دقیقتر از نظر محل، می‌توان گفت که در قسمت مرکزی محدودهٔ شهرداری، عمدهٔ سنگ‌ها از جنس دگرگون شدهٔ خفیف، با لایه‌های قابل تمایز و شکننده هستند. در حالی که در جزایر اطراف، دگرگونی سنگها شدیدتر بوده و جنس آنها سختر، مانند آمفیبولیت و گنیس است. در سمت جنوب، جزایر نسبتاً مسطح و کم ارتفاع هستند. اما رو به سمت شمال، صخره ای تر، ناهموارتر و مرتفع تر می‌شوند. سنگهای رسوبی و نرم، به راحتی، فرسایش یافته و خاک خوبی برای رویش گیاهان تولید کرده‌اند، اما در مناطقی که در معرض وزش باد قرار دارند، پوشش گیاهی فقیر است. هم در بخش قاره و هم در جزایر، بستر سطحی زمین تا حد زیادی توسط رسوبات  یخچالی پوشیده شده است. ازاین نظر به نوعی به خصوص جزایر جنوبی، شباهت به خاک قسمت شمالی  منطقه زراعی یَرِن، پیدا می‌کنند.
در شمال محدودهٔ شهرداری، زمین عمدتاً بین تخته سنگهای جنگلی و پوشیده از خلنگ مدفون شده است. این جنگل عمدتاً جنگلی از درختان خودروی برگریز و تعدادی صنوبرهای کاشته شده است. در جزیرهٔ اُومبو، جنگل کاج طبیعی وجود دارد.
سنگهای سخت دوران پرکامبرین، در منطقهٔ دارای چین خوردگی‌های کالدونین، هم در جزیره و هم در بخش قاره، ارتفاعات اصلی را تشکیل می‌دهند. نمونه‌هایی از این موارد، یکی در بخش قاره در نزدیکی سولا است که ۹۵ متر از سطح دریا بالاتر است؛ و دیگری نقطهٔ علامت گذاری شده، در فاصلهٔ ۷ کیلومتری جنوب مرکز شهر استاوانگر است؛ که ۱۳۸ متر، از سطح دریا ارتفاع دارد. در جزایر، نمونهٔ مشخص این مورد، از جمله یکی تپه باند، با ارتفاع ۵۱۵ متر از سطح دریا است؛ که در  جزیره اُومبو، واقع شده است؛ و بلندترین نقطه، در محدودهٔ شهرداری استاوانگر و جزایر اطراف است. نمونه‌های دیگری نیز البته با ارتفاع کمتر در دیگر جزایر منطقه، به چشم می‌خورند.
مرکز شهر استاوانگر، دور یک خلیج کوچک که خود شاخه ای از یک آبدره است؛ قرار دارد. در اینجا یک فرورفتگی شدید، در زیر آب دریاچه، قابل تشخیص است.

## جاذبه‌های گردشگری

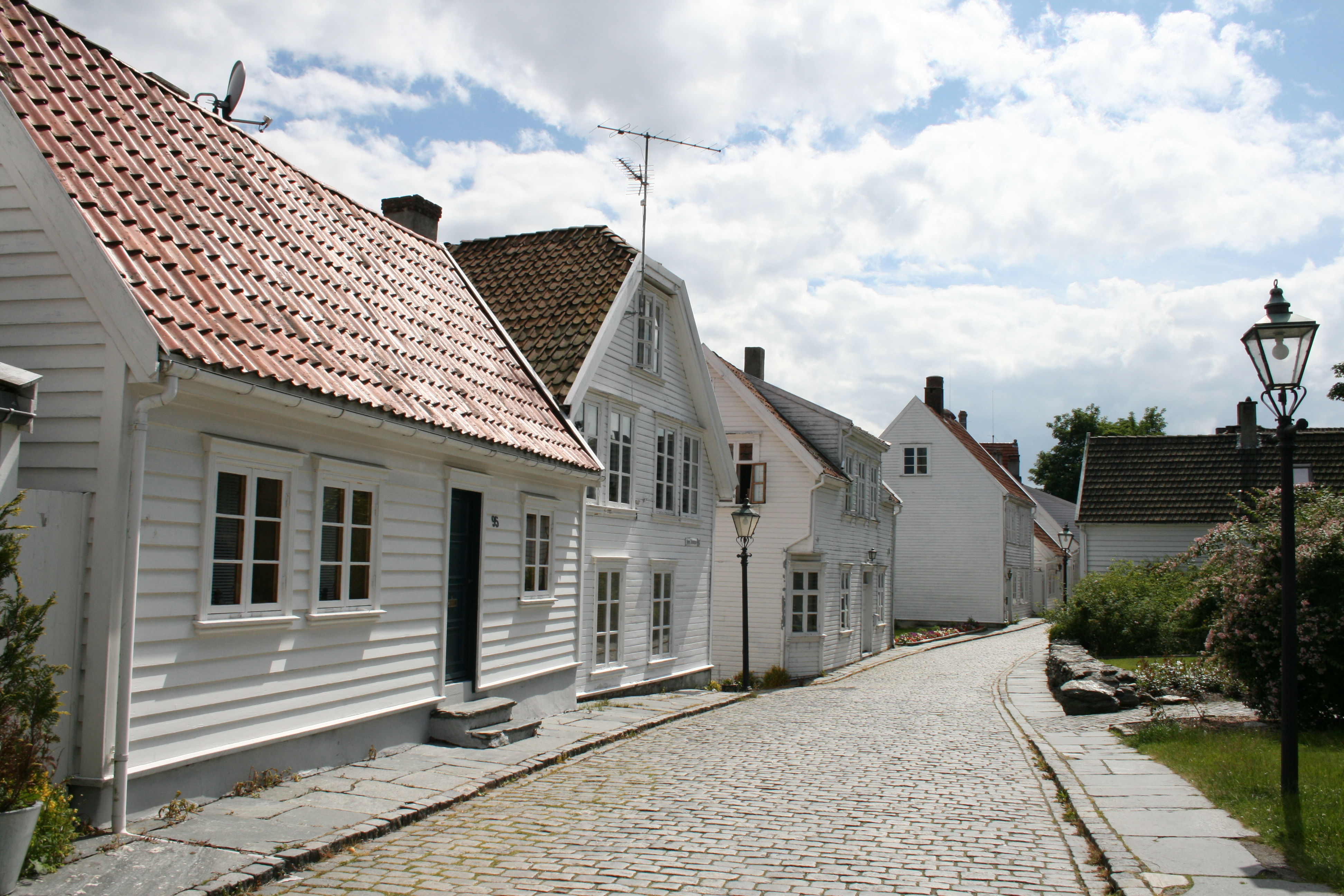
استاوانگر قدیمی

استاوانگر با ترکیب جاذبه‌های طبیعی و تاریخی، مقصدی جذاب برای گردشگران است. اطراف شهر منظره‌های طبیعی بی‌نظیر از کوه، دریاچه و سواحل سنگی قرار دارد که برای پیاده‌روی و کوهنوردی در فصول مختلف سال مناسب هستند. مسیر پیاده‌روی از جمله مسیر معروف به «پولرا» در نزدیکی کوه پایدن، فرصتی عالی برای لذت بردن از زیبایی‌های طبیعی این منطقه فراهم می‌آورد. علاوه بر این، محله‌های تاریخی مانند محله استرا که به «استاوانگر قدیم» شهرت دارد با خانه‌های چوبی و خیابان‌های باریک، تصویری از تاریخ غنی این شهر را به نمایش می‌گذارند. بازدید از این محله، گردشگران را با فرهنگ و معماری نروژ در قرون وسطی آشنا می‌کند و تجربه‌ای منحصر به فرد از تاریخ زنده را ارائه می‌دهد.

## توضیح شهر

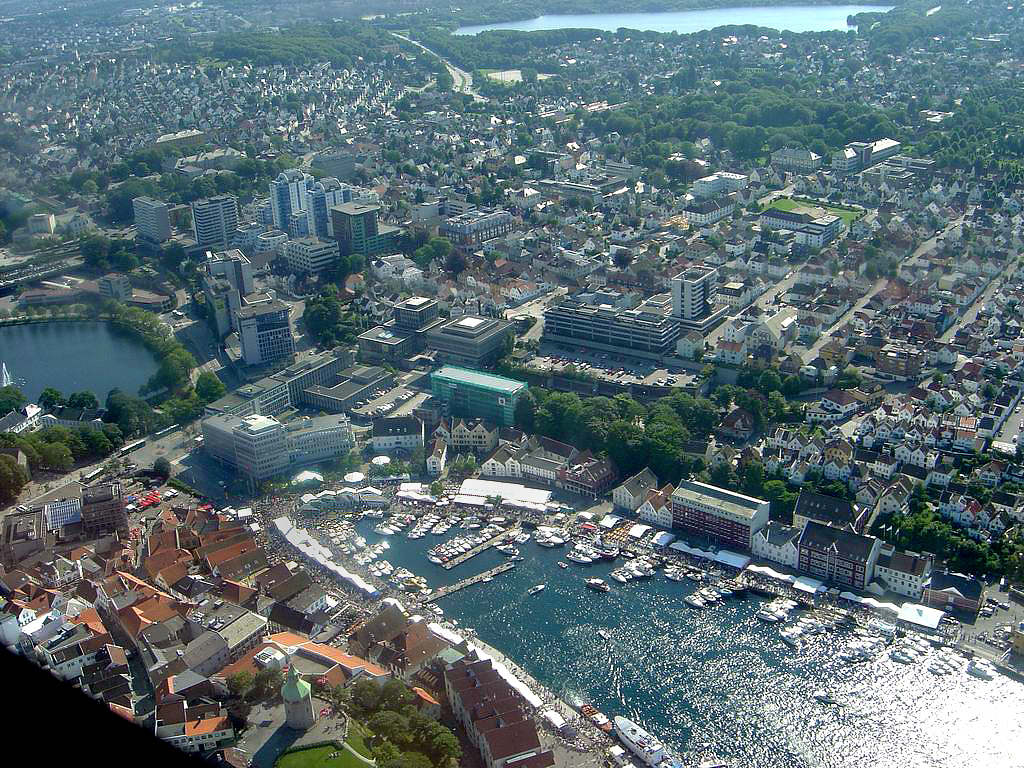
نمایی از بالا از خلیج کوچک وُگِونْ، که درمرکز شهر استاوانگر قرار گرفته است.

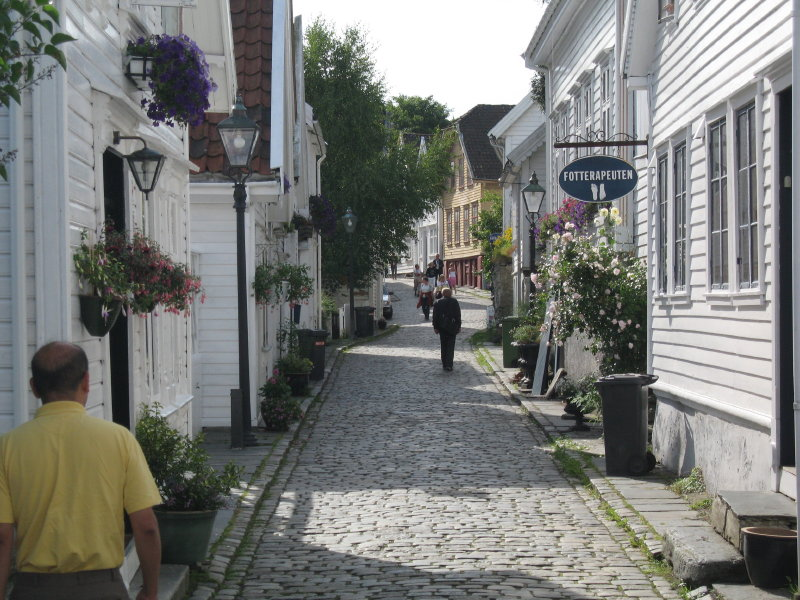
نمایی از کوچه ای در استاوانگر قدیم.

مغازه‌ها و دفاتر تجاری اصلی استاوانگر، در مرکز شهر، در شرق و جنوب شرقی خلیج کوچک وُگِنْ، در محله ای با خانه‌های چوبی و قدیمی و خیابان‌های باریک قرار گرفته‌اند. خیابان اصلی شهر، که (چیرکه گاتا:Kirkegata) نام دارد، به فارسی معنی «خیابان کلیسا» می‌دهد؛ و مهم‌ترین و معروف‌ترین خیابان شهر، با امکانات تجاری و خدماتی محسوب می‌شود. بین خلیج کوچک وُگِنْ؛ و دریاچه بِرِیْا، در جنوب، ساختمان کلیسای جامع استاوانگر قرار گرفته است. این ساختمان یکی از بهترین و سالمترین ساختمانهای بازمانده از دوران قرون وسطی، در کشور نروژ است. در کنار آن عمارت و باغ اسقف، قرار داشت، یعنی جایی که به احتمال زیاد، در حال حاضر، دبیرستان کلیسای جامع استاوانگر، روی سنگ بنای آن ساخته شده است. در جنوب شرقی دریاچه بِرِیْا، ایستگاه راه‌آهن استاوانگر و در سمت جنوب ایستگاه راه‌آهن، ساختمان تئاتر روگالاند، قرار دارند.
از سال ۱۹۵۰میلادی، یک فعالیت گسترده بازسازی و نوسازی، در اطراف و خارج از محلهٔ قدیمی شهر، ظاهر مرکز شهر استاوانگر را دچار تغییرات زیادی کرده است. این تغییرات، به ویژه، در میدان بین کلیسای جامع شهر؛ و خلیج کوچک وُگِنْ، مشهود هستند. با این حال، چند محیط قدیمی که دارای ارزش فرهنگی هستند، حفظ شده‌اند. برای مثال یک محله مسکونی، با خانه‌های چوبی قدیمی، در غرب وُگِنْ، به نام (استرا:Straen)، هنوز پا برجاست. این محله همچنین به عنوان «استاوانگر قدیم» شناخته می‌شود.
| داده‌های اقلیم Stavanger(1961-90)  | داده‌های اقلیم Stavanger(1961-90) | داده‌های اقلیم Stavanger(1961-90) | داده‌های اقلیم Stavanger(1961-90) | داده‌های اقلیم Stavanger(1961-90) | داده‌های اقلیم Stavanger(1961-90) | داده‌های اقلیم Stavanger(1961-90) | داده‌های اقلیم Stavanger(1961-90) | داده‌های اقلیم Stavanger(1961-90) | داده‌های اقلیم Stavanger(1961-90) | داده‌های اقلیم Stavanger(1961-90) | داده‌های اقلیم Stavanger(1961-90) | داده‌های اقلیم Stavanger(1961-90) | داده‌های اقلیم Stavanger(1961-90) |
| ماه                               | ژانویه                           | فوریه                            | مارس                             | آوریل                            | مه                               | ژوئن                             | ژوئیه                            | اوت                              | سپتامبر                          | اکتبر                            | نوامبر                           | دسامبر                           | سال                              |
| --------------------------------- | -------------------------------- | -------------------------------- | -------------------------------- | -------------------------------- | -------------------------------- | -------------------------------- | -------------------------------- | -------------------------------- | -------------------------------- | -------------------------------- | -------------------------------- | -------------------------------- | -------------------------------- |
| میانگین بیش‌ترین °C (°F)           | ۳ (۳۷)                           | ۳ (۳۷)                           | ۵ (۴۱)                           | ۹ (۴۸)                           | ۱۴ (۵۷)                          | ۱۶ (۶۱)                          | ۱۸ (۶۴)                          | ۱۸ (۶۴)                          | ۱۵ (۵۹)                          | ۱۱ (۵۲)                          | ۷ (۴۵)                           | ۵ (۴۱)                           | ۱۰٫۳ (۵۱)                        |
| میانگین کم‌ترین °C (°F)            | −۱ (۳۰)                          | −۱ (۳۰)                          | ۰ (۳۲)                           | ۳ (۳۷)                           | ۷ (۴۵)                           | ۹ (۴۸)                           | ۱۲ (۵۴)                          | ۱۲ (۵۴)                          | ۱۰ (۵۰)                          | ۷ (۴۵)                           | ۴ (۳۹)                           | ۲ (۳۶)                           | ۵٫۳ (۴۲)                         |
| بارندگی میلی‌متر (اینچ)            | ۹۲ (۳٫۶۲)                        | ۶۶ (۲٫۶)                         | ۷۵ (۲٫۹۵)                        | ۵۰ (۱٫۹۷)                        | ۶۸ (۲٫۶۸)                        | ۷۳ (۲٫۸۷)                        | ۹۱ (۳٫۵۸)                        | ۱۱۵ (۴٫۵۳)                       | ۱۵۶ (۶٫۱۴)                       | ۱۴۸ (۵٫۸۳)                       | ۱۳۶ (۵٫۳۵)                       | ۱۱۰ (۴٫۳۳)                       | ۱٬۱۸۰ (۴۶٫۴۶)                    |
| میانگین روزانه ساعت‌های تابش آفتاب | ۴۸                               | ۷۹                               | ۱۴۰                              | ۱۶۸                              | ۲۲۶                              | ۲۲۲                              | ۱۹۷                              | ۱۵۹                              | ۱۴۱                              | ۸۰                               | ۴۵                               | ۳۳                               | ۱٬۵۳۸                            |
| [ نیازمند منبع ]                  |                                  |                                  |                                  |                                  |                                  |                                  |                                  |                                  |                                  |                                  |                                  |                                  |                                  |

## یادداشت
1. ↑   Vågenیک خلیج کوچک و شاخه ای از آبدره شهراست. (Byfjorden: معنی آبدره شهر می‌دهد و آبدره نزدیک یک شهردر بیشتر از یک مورد، به همین نام خوانده شده است. مانند آبدره شهر «برگن» و غیره). این پیش روی آب دریا، بصورت خلیجی کوچک در مرکز شهر در واقع، منشأ نام و ایجاد شهر استاوانگر است. بخش تاریخی و مرکزی استاوانگر، در اطراف Vågen قرارگرفته است.https://snl.no/Vågen
2. ↑   Vågenیک خلیج کوچک و شاخه ای از آبدره شهراست. (Byfjorden: معنی آبدره شهر می‌دهد و آبدره نزدیک یک شهردر بیشتر از یک مورد، به همین نام خوانده شده است. مانند آبدره شهر «برگن» و غیره). این پیش روی آب دریا، بصورت خلیجی کوچک در مرکز شهر در واقع، منشأ نام و ایجاد شهر استاوانگر است. بخش تاریخی و مرکزی استاوانگر، در اطراف Vågen قرارگرفته است.https://snl.no/Vågen